# Ludwig Helmbold

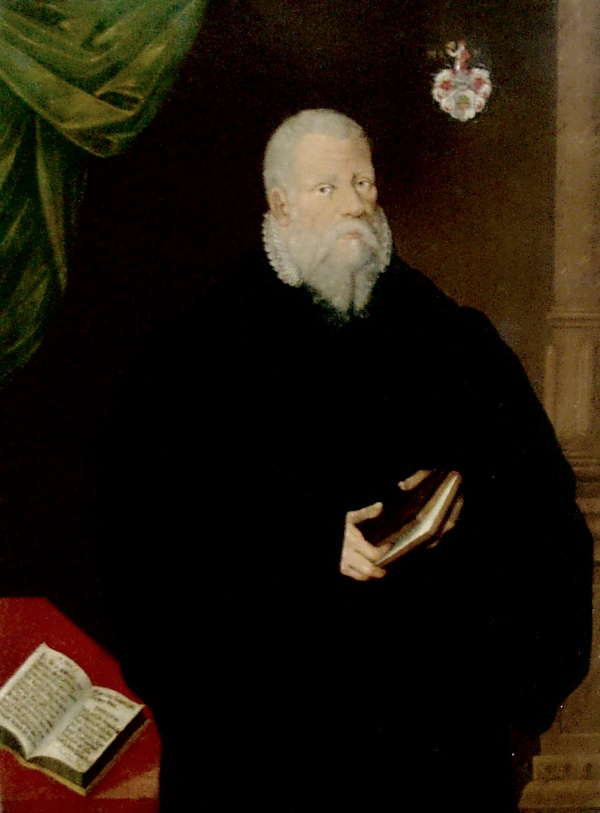
Ludwig Helmbold

Ludwig Helmbold (* 21. Januar 1532 in Mühlhausen; † 8. April 1598 ebenda) war ein lutherischer Kirchenlieddichter.

## Leben und Werk
Ludwig Helmbold war ab 1554 Konrektor und Professor der Philosophie an der Universität Erfurt. 1570, in den Auseinandersetzungen der Gegenreformation, war er zur Abdankung gezwungen. Ab 1571 war er als Pfarrer der Marienkirche und später als Superintendent in Mühlhausen tätig. Er starb in Ausübung seines Amtes an den Folgen einer Gelbsuchterkrankung.
Helmbold wurde 1566 auf dem Reichstag zu Augsburg vom deutschen Kaiser Maximilian II. zum poeta laureatus gekrönt. Die Mühlhäuser Kantoren Joachim a Burck und Johannes Eccard vertonten viele seiner über 100 Lieddichtungen.
Im aktuellen Evangelischen Gesangbuch (EG) stammen die Texte zu den Liedern EG 320 (Nun lasst uns Gott dem Herren), EG 365 (Von Gott will ich nicht lassen) und EG Regionalteil Nordelbien 558 (Amen, Gott Vater und Sohne) von ihm.

## Sonstiges
Nach ihm wurde 1998 im Südosten Mühlhausens die Helmboldstraße benannt, eine linke Nebenstraße der Bonatstraße.